# Donato Bergamini
Donato Bergamini, detto Denis (Argenta, 18 settembre 1962 – Roseto Capo Spulico, 18 novembre 1989), è stato un calciatore italiano, di ruolo centrocampista.
Dopo un inizio di carriera nelle serie minori ebbe la sua miglior parentesi professionale nelle file del Cosenza, con il quale conseguì la promozione in Serie B.
La sua fama, postuma, è dovuta alle controversie sulla sua morte, attribuita inizialmente a suicidio quando il suo cadavere fu rinvenuto sulla Statale 106 in prossimità di una località sul mar Ionio. Il processo di primo grado si è concluso nell'ottobre 2024 con la condanna della ex fidanzata di Bergamini, Isabella Internò, a 16 anni di reclusione.
Divenuto uno dei calciatori più amati di sempre dai tifosi del Cosenza, gli è stata intitolata la Curva Sud dello Stadio San Vito-Gigi Marulla, storico settore degli ultras cosentini.

## Biografia

### Carriera
Ha iniziato la sua carriera calcistica nella stagione 1982-1983 indossando la maglia dell'Imola in Interregionale. L'anno successivo gioca nel Russi (sempre in Interregionale) dove resta per due stagioni.
Nel 1985 viene acquistato dal Cosenza che milita in Serie C1, club con il quale giocherà per 5 stagioni. Al primo campionato in maglia rossoblu disputa 24 presenze senza alcuna rete. L'anno successivo gioca 28 partite e realizza 2 gol "pesanti" (contro Sorrento e Benevento) che regalano la vittoria alla sua squadra. Nel 1987-1988 il Cosenza vince il campionato di Serie C1 e torna in B dopo 24 anni di assenza. Bergamini è titolare nella formazione di Gianni Di Marzio giocando 32 partite su 34. L'11 settembre 1988 arriva l'esordio in Serie B nella gara Cosenza-Genoa (0-0). In quella stagione, forse la più bella nella storia del Cosenza (allenato da Bruno Giorgi), firma anche il suo primo ed unico gol in Serie B, nella partita Cosenza-Licata (2-0).
A causa di un infortunio riesce a giocare solo 16 partite, ma a fine stagione ha diverse richieste sul mercato. Il Parma fa di tutto per ingaggiarlo, ma il Cosenza vuole disputare un campionato di vertice e lo dichiara incedibile, confermandolo per un'altra stagione, l'ultima della sua carriera.
Giocò la sua ultima partita il 12 novembre 1989: Monza-Cosenza 1-1, con rete rossoblù di Michele Padovano, suo grande amico.

### La morte
Il 18 novembre 1989 Bergamini fu trovato morto sulla strada statale 106 Jonica nei pressi di Roseto Capo Spulico in provincia di Cosenza. All'epoca il decesso sembrava fosse avvenuto per suicidio: infatti, secondo le testimonianze, Bergamini si sarebbe buttato tra le ruote di un camion che l'avrebbe trascinato per circa 60 metri. L'indagine fu archiviata e, a distanza di vent'anni, l'ipotesi di suicidio non è mai stata ritenuta credibile (né dai familiari, né dai tifosi, né dai compagni di squadra): il corpo non presentava nessuna ferita compatibile con questa versione e non era sporco di fango, nonostante la pioggia e le pozzanghere presenti sul luogo dell'incidente.
Dopo la sua scomparsa, l'amico Padovano ha indossato la maglia numero 8 di Bergamini nella partita Cosenza-Messina (2-0) del 19 novembre, con la quale ha realizzato il primo gol, dedicandolo al compagno di squadra scomparso il giorno prima.

### Le indagini
L'ex calciatore della Roma e del Milan Carlo Petrini provò a far luce sulla misteriosa morte scrivendo il libro Il calciatore suicidato nel 2001, in cui fornì alcuni dettagli sulla vicenda del calciatore (fatti comunque mai provati): secondo lui la malavita premeva per truccare le partite e Bergamini, atleta pulito e leader dello spogliatoio, si era opposto alle pressioni.
Il 27 dicembre 2009 si è celebrato a Cosenza il "Bergamini Day" organizzato dal Forum "Cosenza United" e dagli ultras del Cosenza, al quale hanno partecipato anche i familiari del calciatore. Lo scopo di questa manifestazione è stato quello di chiedere verità e giustizia sulla morte dell'idolo rossoblù e di far riaprire le indagini, all'epoca dei fatti archiviate troppo presto come "suicidio" nonostante i numerosi punti interrogativi e le prove poco convincenti. Secondo i familiari e la tifoseria cosentina, Bergamini fu ucciso, per cui circa 300 persone hanno sfilato per le vie della città chiedendo chiarezza sulla sua scomparsa. Il 6 agosto 2010 si è svolto ad Aiello Calabro il convegno "Verità per Bergamini", mentre il 27 dicembre 2010 si è rinnovato per il secondo anno il "Bergamini Day", svoltosi al teatro Morelli di Cosenza. Il 14 giugno 2011, viene richiesta la riapertura dell'inchiesta da rubricare come omicidio volontario. Il 29 giugno 2011 la procura di Castrovillari riapre ufficialmente le indagini in virtù di nuove prove.
Il 22 febbraio 2012 i RIS di Messina depositano presso la Procura della Repubblica di Castrovillari la loro perizia, secondo la quale, quando fu investito, Bergamini era già morto. I RIS hanno infatti potuto constatare, attraverso diverse simulazioni, che se il giovane calciatore si fosse "gettato a pesce" sotto il camion, come riferì la fidanzata, le scarpe, la catenina e l'orologio avrebbero subito gravi danni, ed invece al momento del ritrovamento del cadavere erano pressoché intatti. Una perizia, datata 1990 e firmata dal professor Francesco Maria Avato, ha trovato conferme nei riscontri che la Procura di Castrovillari ha richiesto dopo aver ripreso in mano il caso del giocatore del Cosenza. Il 15 maggio 2013 viene notificato un avviso di garanzia, da parte della procura di Castrovillari, all'ex fidanzata Isabella Internò sospettata di omicidio.
Per la seconda volta, nel maggio 2017, sono state riaperte le indagini sulla sua morte. Nel giugno del 2017 il GIP di Castrovillari dispone la riesumazione della salma per effettuare l'autopsia.
Il 16 novembre 2017 viene depositato l'esito dell'autopsia: Bergamini sarebbe stato ucciso con un sacchetto di plastica e poi gettato sotto il camion, inscenando il suicidio.

### Il processo
Quattro anni dopo comincia il processo con unica imputata l'ex fidanzata accusata di concorso in omicidio volontario premeditato e aggravato dai futili motivi: Isabella Internò era rimasta incinta e aveva abortito, Bergamini non voleva sposarla e l'aveva lasciata e l'accusa sostiene che questo sia il movente. Dall'incidente probatorio sul cadavere riesumato si evince come il ragazzo sia stato strangolato, forse in altro luogo, il corpo adagiato poi sulla strada e sormontato dall'automezzo. Tra i duecento testimoni che verranno ascoltati ci saranno anche quattro collaboratori di giustizia, ex esponenti di clan della 'ndrangheta.
Riguardo alla morte del calciatore, il pentito Franco Pino ha detto ai magistrati, in sede di indagini preliminari e anche nell'ottobre del 2022 davanti alla Corte di assise di Cosenza, che non si è trattato di un crimine maturato in contesti mafiosi, che nessuno gliene chiese conto e che, da quanto ha saputo per sentito dire, si è trattato di un suicidio.
In data 1º ottobre 2024 l'ex fidanzata Isabella Internò viene condannata a 16 anni di carcere in primo grado dalla corte d'assise (la procura di Castrovillari ne aveva chiesti 23), concedendo le attenuanti prevalenti sulle aggravanti della premeditazione e degli abietti e futili motivi. Inoltre l’imputata, che non finisce ancora in carcere trattandosi solo del primo grado, viene interdetta in via perpetua dai pubblici uffici e privata dei diritti civili per tutta la durata della pena. Dovrà risarcire in sede civile i familiari di Bergamini, ma nel frattempo è stata già disposta una provvisionale esecutiva di circa 300.000 euro. Nel contempo vengono trasmessi gli atti alla procura di Castrovillari per la possibile falsa testimonianza di diversi parenti della Internò, indicando inoltre il fratello Roberto come sospettato coautore in concorso del delitto.

## Statistiche

### Presenze e reti nei club
| Stagione        | Squadra         | Campionato      | Campionato | Campionato |
| Stagione        | Squadra         | Comp            | Pres       | Reti       |
| --------------- | --------------- | --------------- | ---------- | ---------- |
| 1982-1983       | Imola           | D               | 24         | 2          |
| 1983-1984       | Russi           | D               | 29         | 4          |
| 1984-1985       | Russi           | D               | 28         | 3          |
| Totale Russi    | Totale Russi    | Totale Russi    | 57         | 7          |
| 1985-1986       | Cosenza         | C1              | 24         | 0          |
| 1986-1987       | Cosenza         | C1              | 28         | 2          |
| 1987-1988       | Cosenza         | C1              | 32         | 0          |
| 1988-1989       | Cosenza         | B               | 16         | 1          |
| 1989-1990       | Cosenza         | B               | 11         | 0          |
| Totale Cosenza  | Totale Cosenza  | Totale Cosenza  | 111        | 3          |
| Totale carriera | Totale carriera | Totale carriera | 192        | 12         |

## Riconoscimenti
Dopo la morte di Bergamini furono diverse le iniziative intraprese per ricordare la sua figura:
- La Curva Sud dello Stadio San Vito-Gigi Marulla è intitolata a Bergamini. Nella stessa curva è presente un murales ritraente il calciatore.[15]
- A Bergamini è intitolata una piazza nella città di Cosenza.[16]
- Il Cosenza Calcio ha ritirato la maglia numero 8, che Bergamini indossava durante la sua militanza in rossoblù, fino al giorno in cui è arrivata la sentenza del processo sulla sua morte.[17]
- Denis è il nome della mascotte del Cosenza Calcio.[18]
- Negli spogliatoi del Marulla è presente un busto raffigurante Bergamini.
- All’esterno dello Stadio Marulla è stato realizzato un murales, denominato ”Curva Paradiso”, ritraente Bergamini, Gigi Marulla e Massimiliano Catena.[19]
- Il lungomare di Grisolia è intitolato a Bergamini.[20]
- A Luzzi è stata fondata una squadra che porta nella denominazione le iniziali di Donato Bergamini e il suo numero 8 nel logo, la D. B. Rossoblù Città di Luzzi.[21]